# السمنة في الحيوانات الأليفة

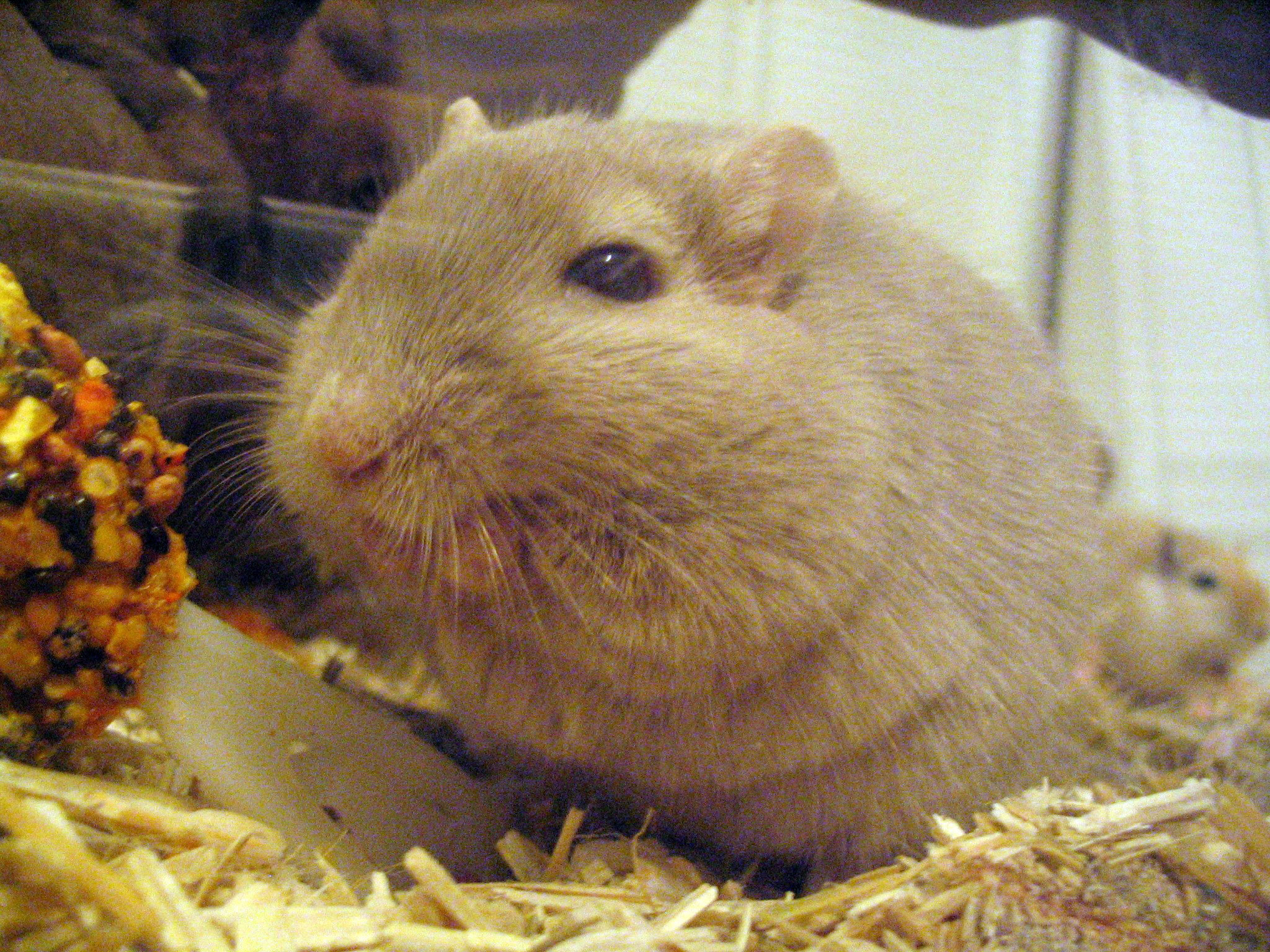

السمنة في الحيوانات الأليفة تحدث هذه السمنة عندما تتراكم الأنسجة الدهنية الزائدة في الجسم، ويتم تعريفها عموما على أنها تحدث عندما يكون وزن جسم الحيوان أكثر بنسبة 20% على الأقل من وزن جسمه الأمثل . ترتبط السمنة بالتغيرات الأيضية والهرمونية .

## الأسباب
سيحدث اكتساب الوزن عندما يكون الحيوان في حالة توازن إيجابي للطاقة، مما يعني ان الطاقة تقدم كسعرات حرارية في النظام الغذائي تتجاوز السعرات الحرارية المستهلكة. تشير الدلائل إلى ان القطط والكلاب في منتصف العمر، خاصة أولئك الذين تتراوح أعمارهم بين 5 و 10 أعوام، قد يكونون أكثر عرضة للإصابة بالسمنة . ويدعم هذا من خلال الدراسات التي تظهر أنه مع تقدم عمر القطط من عامين إلى ما يقارب 11.5 عاما، تنخفض احتياجاتها من الطاقة . يحدث اكتساب الوزن إذا لم تنخفض السعرات الحرارية من النظام الغذائي مع متطلبات طاقة الحيوان .
عادة ما تكون السمنة في الحيوانات الأليفة بسبب الإفراط في تناول الطعام أو عدم ممارسة الرياضة البدنية . قد ينظر المالكون إلى الطعام كوسيلة لمكافأة ومعالجة حيواناتهم الأليفة، مما يساهم في الإفراط في التغذية . الحيوانات الأليفة المحصورة في المنزل أو الفناء الصغير والتي لا تمارس الرياضة البدنية بانتظام تكون أكثر عرضة للسمنة.
يمكن ان يرتبط خطر السمنة في الكلاب ( ولكن ليس في القطط ) بما إذا كان أصحابها يعانون من السمنة أم لا .
في القطط و الكلاب، يزيد الخصي من خطر السمنة، ويرجع ذلك جزئيا إلى أن التغيير في الهرمونات الجنسية بعد الخصي يقلل من معدل التمثيل الغذائي الأساسي، وجزئيا لأن القطط المخصية  لديها ميل أقل للتجول مقارنة بالقطط غير المخصية .

### الإدارة
لإدارة الوزن شكلين : فقدان الوزن والحفاظ على الوزن . في مرحلة فقدان الوزن، يجب أن تكون الطاقة المقدمة من الطعام أقل من الطاقة المستهلكة كل يوم . يعد تحقيق فقدان الوزن في القطط والكلاب تحديا، ومن الشائع الفشل في إنقاص الوزن .تم تطوير العلاجات الطبية لمساعدة الكلاب على فقدان الوزن . تم اعتماد dirlotapide ( اسم العلامة التجارية slentrol  ) و mitratapide  ( اسم العلامة التجارية Yarvitan ) للإستخدام في الاتحاد الأوروبي من قبل وكالة الأدوية الأوروبية للمساعدة في إنقاص وزن الكلاب، عن طريق تقليل الشهية وتناول الطعام، ولكن تم سحب هذين الدواءين من السوق في الاتحاد الأوروبي . وافقت إدارة الغذاء والدواء الأمريكية على dirlotapide في عام 2007 . 20% من الكلاب التي تم علاجها إما باستخدام dirlotapide أو mitratapide عانوا من القيء والإسهال . أقل شيوعا، قد يحدث فقدان شهية . عندما يتم إيقاف هذه الأدوية، تعود شهية الكلاب إلى المستويات السابقة . إذا لم يتم استخدام إستراتيجيات أخرى لفقدان الوزن، سيزداد وزن الكلب مرى آخرى .

#### النتائج
مقارنة بالحيوانات غير المصابة بالسمنة، فإن الكلاب والقطط  الذين يعانون من السمنة لديهم نسبة أعلى للإصابة بهشاشة العظام ( مرض المفاصل ) و مرض السكري، والتي تحدث أيضا في وقت مبكر من  حياة الحيوان . كما أن الحيوانات البدينة معرضة بشكل متزايد لخطر حدوث مضاعفات بعد التخدير أو الجراحة . الكلاب البدينة أكثر عرضة للإصابة بسلس البول، وقد تجد صعوبة في التنفس، وعموما لديها نوعية حياة رديئة مقارنة بالكلاب غير البدينة، بالإضافة إلى انخفاض متوسط العمر المتوقع . القطط البدينة لديها خطر متزايد للإصابة بأمراض تصيب الفم والمسالك البولية . القطط السمينة التي تواجه صعوبة الاستمالة مهيأة للتعرض لبشرة جافة متقشرة وحب شباب قططي .

##### علم الأوبئة
في الولايات المتحدة، يبلغ معدل انتشار الكلاب البالغة التي تعاني من السمنة أو زيادة الوزن 53 % , حوالي 5% يعانون من السمنة ؛ نسبة الإصابة في القطط البالغة 55% ، منها حوالي 8% يعانون من السمنة المفرطة .
في استراليا، السمنة هي المرض الغذائي الأكثر شيوعا للحيوانات الأليفة، في استراليا انتشار السمنة في الكلاب حوالي 40%.

##### المجتمع والثقافة
تمت مقاضاة أصحاب الحيوانات الأليفة في المملكة المتحدة بسبب قسوتهم على الحيوانات بسبب سمنة حيواناتهم الأليفة بشكل خطير .
في الولايات المتحدة، اليوم الوطني للتوعية بالسمنة لدى الحيوانات الأليفة في شهر تشرين الأول.